# OBD
OBD (sigla do inglês On-Board Diagnostic: "diagnóstico a bordo") e OBD-II, é um sistema eletrônico de autodiagnóstico de veículos; um recurso integrado ao computador de bordo na maioria dos automóveis que circulam atualmente, telemática e IoT. As informações são geradas pelas unidades de controle do motor (ECU ou módulos de controle).
A conexão ao sistema consiste em um conector padronizado que foi sancionado como obrigatório na Europa e nos Estados Unidos para todos os veículos produzidos desde 1996, e no Brasil a partir de 2010 com o padrão de segunda geração OBD2 (ou ODBII). A porta OBD-II pode ter uma configuração de 6, 9, à 16 pinos.
A medida tem a finalidade de popularizar o serviço de reparo eletrônico, reduzindo drasticamente o custo das oficinas, possibilitando o consumidor pagar mais barato por esse gênero de serviço. Além disso, a padronização e abertura dos protocolos de comunicação trouxeram ao mercado equipamentos extremamente baratos possibilitando a compra dos mesmos pelos próprios consumidores para "diagnóstico em casa". Atualmente existem no mercado equipamentos de diagnóstico na ordem de $20 dólares com interface USB e tecnologia Bluetooth para sincronização com um computador ou aparelho celular.

## Versões
O OBD-II é a segunda geração do OBD, este era inicialmente conectado externamente ao console do carro, enquanto o OBDII é integrado dentro do veículo.
EOBD (sigla do inglês European On-Board Diagnostics, onde os automóveis a gasolina fabricados na Europa a partir de 2001 e os diesel desde 2003 devem ter sistemas de diagnóstico a bordo para monitorizar as emissões do motor.
WWH-OBD (sigla do inglês World wide harmonized on-board diagnostics: "diagnóstico a bordo harmonizado a nível mundial") é padrão internacional usado para o diagnóstico de veículos implementada pela ONU, devido o mandato do Regulamento Técnico Global (GTR), este usa os Serviços Unificados de Diagnóstico (do inglês Unified Diagnostic Services, UDS) com Códigos de Diagnóstico de Problemas (do inglês Diagnostic Trouble Codes, DTC) de 3 bytes.

## História
A idéia de diagnóstico a bordo é da década de 1960, quando várias organizações fizeram as bases para um padrão, como a California Air Resources Board (CARB), a Society of Automotive Engineers (SAE), a International Organization for Standardization (ISO) e a Environmental Protection Agency (EPA).
Assim em 1968 a Volkswagen lançou o primeiro sistema de computador OBD com capacidade de digitalização do diagnóstico. Em 1979 a Society of Automotive Engineers recomenda um conector padronizado e um conjunto de sinais de teste DTC.

## Informações
O OBDII tem acesso às informações de status e aos códigos DTC:
- Veículos (motor e transmissão)
- Controle de Emissões

- Identificação do veículo
- Identificação da Calibração
- Contador de igniçãoModo 1: informação do veículo[1]

- Pid 12: RPM do motor
- Pid 13: Velocidade do veículo

Modo 3: problemas (P = Powertrain, C = Chassis, B = Body, U = Network)
- P0201: avaria no circuito do injetor – cilindro 1
- P0217: temperatura do motor
- P0219: excesso de velocidade
- C0128: fluido de freio baixo
- C0710: avaria na posição do volante
- B1671: módulo de bateria de tensão fora de alcance
- U2021: dados inválidos

WWH UDS
- P0070: temperatura do ar ambiente
- P0071: desempenho dos sensores de temperatura do ambiente
- P0072: pouca entrada no circuito do sensor de temperatura
- P0073: muita entrada no circuito do sensor de temperatura
- P0074: entrada intermitente no circuito do sensor de temperatura

### Service 01 - dados atuais
| PID (hex) | PID (Dec) | Dado retornado | Descrição | Min valor                    | Max valor                 | Unit              | Formula |
| --------- | --------- | -------------- | --- | ---------------------------- | ------------------------- | ----------------- | --- |
| 00        | 0         | 4              | PIDs suportado [$01 - $20] |                              |                           |                   | Bit encoded [A7..D0] == [PID $01..PID $20] See below |
| 01        | 1         | 4              | Monitor status since DTCs cleared. (Includes malfunction indicator lamp (MIL), status and number of DTCs, components tests, DTC readiness checks) |                              |                           |                   | Bit encoded. See below |
| 02        | 2         | 2              | DTC that caused freeze frame to be stored. |                              |                           |                   | Decoded as in service 3 |
| 03        | 3         | 2              | Fuel system status |                              |                           |                   | Bit encoded. See below |
| 04        | 4         | 1              | Calculated engine load | 0                            | 100                       | %                 | {\displaystyle {\tfrac {100}{255}}A} (or {\displaystyle {\tfrac {A}{2.55}}})                                                                                                 |
| 05        | 5         | 1              | Engine coolant temperature | -40                          | 215                       | °C                | {\displaystyle A-40} |
| 06        | 6         | 1              | Short term fuel trim (STFT)—Bank 1 | -100 (Reduce Fuel: Too Rich) | 99.2 (Add Fuel: Too Lean) | %                 | {\displaystyle {\frac {100}{128}}A-100}(or {\displaystyle {\tfrac {A}{1.28}}-100} )                                                                                          |
| 07        | 7         | 1              | Long term fuel trim (LTFT)—Bank 1 | -100 (Reduce Fuel: Too Rich) | 99.2 (Add Fuel: Too Lean) | %                 | {\displaystyle {\frac {100}{128}}A-100}(or {\displaystyle {\tfrac {A}{1.28}}-100} )                                                                                          |
| 08        | 8         | 1              | Short term fuel trim (STFT)—Bank 2 | -100 (Reduce Fuel: Too Rich) | 99.2 (Add Fuel: Too Lean) | %                 | {\displaystyle {\frac {100}{128}}A-100}(or {\displaystyle {\tfrac {A}{1.28}}-100} )                                                                                          |
| 09        | 9         | 1              | Long term fuel trim (LTFT)—Bank 2 | -100 (Reduce Fuel: Too Rich) | 99.2 (Add Fuel: Too Lean) | %                 | {\displaystyle {\frac {100}{128}}A-100}(or {\displaystyle {\tfrac {A}{1.28}}-100} )                                                                                          |
| 0A        | 10        | 1              | Fuel pressure (gauge pressure) | 0                            | 765                       | kPa               | {\displaystyle 3A} |
| 0B        | 11        | 1              | Intake manifold absolute pressure | 0                            | 255                       | kPa               | {\displaystyle A} |
| 0C        | 12        | 2              | Engine speed | 0                            | 16,383.75                 | rpm               | {\displaystyle {\frac {256A+B}{4}}} |
| 0D        | 13        | 1              | Vehicle speed | 0                            | 255                       | km/h              | {\displaystyle A} |
| 0E        | 14        | 1              | Timing advance | -64                          | 63.5                      | ° before TDC      | {\displaystyle {\frac {A}{2}}-64} |
| 0F        | 15        | 1              | Intake air temperature | -40                          | 215                       | °C                | {\displaystyle A-40} |
| 10        | 16        | 2              | Mass air flow sensor (MAF) air flow rate | 0                            | 655.35                    | g/s               | {\displaystyle {\frac {256A+B}{100}}} |
| 11        | 17        | 1              | Throttle position | 0                            | 100                       | %                 | {\displaystyle {\tfrac {100}{255}}A} |
| 12        | 18        | 1              | Commanded secondary air status |                              |                           |                   | Bit encoded. See below |
| 13        | 19        | 1              | Oxygen sensors present (in 2 banks) |                              |                           |                   | [A0..A3] == Bank 1, Sensors 1-4. [A4..A7] == Bank 2... |
| 14        | 20        | 2              | Oxygen Sensor 1 A: Voltage B: Short term fuel trim | 0 -100                       | 1.275 99.2                | V %               | {\displaystyle {\frac {A}{200}}}{\displaystyle {\frac {100}{128}}B-100}(if B==$FF, sensor is not used in trim calculation)                                                   |
| 15        | 21        | 2              | Oxygen Sensor 2 A: Voltage B: Short term fuel trim | 0 -100                       | 1.275 99.2                | V %               | {\displaystyle {\frac {A}{200}}}{\displaystyle {\frac {100}{128}}B-100}(if B==$FF, sensor is not used in trim calculation)                                                   |
| 16        | 22        | 2              | Oxygen Sensor 3 A: Voltage B: Short term fuel trim | 0 -100                       | 1.275 99.2                | V %               | {\displaystyle {\frac {A}{200}}}{\displaystyle {\frac {100}{128}}B-100}(if B==$FF, sensor is not used in trim calculation)                                                   |
| 17        | 23        | 2              | Oxygen Sensor 4 A: Voltage B: Short term fuel trim | 0 -100                       | 1.275 99.2                | V %               | {\displaystyle {\frac {A}{200}}}{\displaystyle {\frac {100}{128}}B-100}(if B==$FF, sensor is not used in trim calculation)                                                   |
| 18        | 24        | 2              | Oxygen Sensor 5 A: Voltage B: Short term fuel trim | 0 -100                       | 1.275 99.2                | V %               | {\displaystyle {\frac {A}{200}}}{\displaystyle {\frac {100}{128}}B-100}(if B==$FF, sensor is not used in trim calculation)                                                   |
| 19        | 25        | 2              | Oxygen Sensor 6 A: Voltage B: Short term fuel trim | 0 -100                       | 1.275 99.2                | V %               | {\displaystyle {\frac {A}{200}}}{\displaystyle {\frac {100}{128}}B-100}(if B==$FF, sensor is not used in trim calculation)                                                   |
| 1A        | 26        | 2              | Oxygen Sensor 7 A: Voltage B: Short term fuel trim | 0 -100                       | 1.275 99.2                | V %               | {\displaystyle {\frac {A}{200}}}{\displaystyle {\frac {100}{128}}B-100}(if B==$FF, sensor is not used in trim calculation)                                                   |
| 1B        | 27        | 2              | Oxygen Sensor 8 A: Voltage B: Short term fuel trim | 0 -100                       | 1.275 99.2                | V %               | {\displaystyle {\frac {A}{200}}}{\displaystyle {\frac {100}{128}}B-100}(if B==$FF, sensor is not used in trim calculation)                                                   |
| 1C        | 28        | 1              | OBD standards this vehicle conforms to | 1                            | 250                       |                   | enumerated. See below |
| 1D        | 29        | 1              | Oxygen sensors present (in 4 banks) |                              |                           |                   | Similar to PID $13, but [A0..A7] == [B1S1, B1S2, B2S1, B2S2, B3S1, B3S2, B4S1, B4S2]                                                                                         |
| 1E        | 30        | 1              | Auxiliary input status |                              |                           |                   | A0 == Power Take Off (PTO) status (1 == active) [A1..A7] not used |
| 1F        | 31        | 2              | Run time since engine start | 0                            | 65,535                    | s                 | {\displaystyle 256A+B} |
| 20        | 32        | 4              | PIDs supported [$21 - $40] |                              |                           |                   | Bit encoded [A7..D0] == [PID $21..PID $40] See below |
| 21        | 33        | 2              | Distance traveled with malfunction indicator lamp (MIL) on | 0                            | 65,535                    | km                | {\displaystyle 256A+B} |
| 22        | 34        | 2              | Fuel Rail Pressure (relative to manifold vacuum) | 0                            | 5177.265                  | kPa               | {\displaystyle 0.079(256A+B)} |
| 23        | 35        | 2              | Fuel Rail Gauge Pressure (diesel, or gasoline direct injection) | 0                            | 655,350                   | kPa               | {\displaystyle 10(256A+B)} |
| 24        | 36        | 4              | Oxygen Sensor 1 AB: Air-Fuel Equivalence Ratio (lambda,λ) CD: Voltage | 0 0                          | < 2 < 8                   | ratio V           | {\displaystyle {\frac {2}{65536}}(256A+B)}{\displaystyle {\frac {8}{65536}}(256C+D)}                                                                                         |
| 25        | 37        | 4              | Oxygen Sensor 2 AB: Air-Fuel Equivalence Ratio (lambda,λ) CD: Voltage | 0 0                          | < 2 < 8                   | ratio V           | {\displaystyle {\frac {2}{65536}}(256A+B)}{\displaystyle {\frac {8}{65536}}(256C+D)}                                                                                         |
| 26        | 38        | 4              | Oxygen Sensor 3 AB: Air-Fuel Equivalence Ratio (lambda,λ) CD: Voltage | 0 0                          | < 2 < 8                   | ratio V           | {\displaystyle {\frac {2}{65536}}(256A+B)}{\displaystyle {\frac {8}{65536}}(256C+D)}                                                                                         |
| 27        | 39        | 4              | Oxygen Sensor 4 AB: Air-Fuel Equivalence Ratio (lambda,λ) CD: Voltage | 0 0                          | < 2 < 8                   | ratio V           | {\displaystyle {\frac {2}{65536}}(256A+B)}{\displaystyle {\frac {8}{65536}}(256C+D)}                                                                                         |
| 28        | 40        | 4              | Oxygen Sensor 5 AB: Air-Fuel Equivalence Ratio (lambda,λ) CD: Voltage | 0 0                          | < 2 < 8                   | ratio V           | {\displaystyle {\frac {2}{65536}}(256A+B)}{\displaystyle {\frac {8}{65536}}(256C+D)}                                                                                         |
| 29        | 41        | 4              | Oxygen Sensor 6 AB: Air-Fuel Equivalence Ratio (lambda,λ) CD: Voltage | 0 0                          | < 2 < 8                   | ratio V           | {\displaystyle {\frac {2}{65536}}(256A+B)}{\displaystyle {\frac {8}{65536}}(256C+D)}                                                                                         |
| 2A        | 42        | 4              | Oxygen Sensor 7 AB: Air-Fuel Equivalence Ratio (lambda,λ) CD: Voltage | 0 0                          | < 2 < 8                   | ratio V           | {\displaystyle {\frac {2}{65536}}(256A+B)}{\displaystyle {\frac {8}{65536}}(256C+D)}                                                                                         |
| 2B        | 43        | 4              | Oxygen Sensor 8 AB: Air-Fuel Equivalence Ratio (lambda,λ) CD: Voltage | 0 0                          | < 2 < 8                   | ratio V           | {\displaystyle {\frac {2}{65536}}(256A+B)}{\displaystyle {\frac {8}{65536}}(256C+D)}                                                                                         |
| 2C        | 44        | 1              | Commanded EGR | 0                            | 100                       | %                 | {\displaystyle {\tfrac {100}{255}}A} |
| 2D        | 45        | 1              | EGR Error | -100                         | 99.2                      | %                 | {\displaystyle {\tfrac {100}{128}}A-100} |
| 2E        | 46        | 1              | Commanded evaporative purge | 0                            | 100                       | %                 | {\displaystyle {\tfrac {100}{255}}A} |
| 2F        | 47        | 1              | Fuel Tank Level Input | 0                            | 100                       | %                 | {\displaystyle {\tfrac {100}{255}}A} |
| 30        | 48        | 1              | Warm-ups since codes cleared | 0                            | 255                       |                   | {\displaystyle A} |
| 31        | 49        | 2              | Distance traveled since codes cleared | 0                            | 65,535                    | km                | {\displaystyle 256A+B} |
| 32        | 50        | 2              | Evap. System Vapor Pressure | -8,192                       | 8191.75                   | Pa                | {\displaystyle {\frac {256A+B}{4}}}(AB is two's complement signed) |
| 33        | 51        | 1              | Absolute Barometric Pressure | 0                            | 255                       | kPa               | {\displaystyle A} |
| 34        | 52        | 4              | Oxygen Sensor 1 AB: Air-Fuel Equivalence Ratio (lambda,λ) CD: Current | 0 -128                       | < 2 <128                  | ratio mA          | {\displaystyle {\frac {2}{65536}}(256A+B)}{\displaystyle {\frac {256C+D}{256}}-128}                                                                                          |
| 35        | 53        | 4              | Oxygen Sensor 2 AB: Air-Fuel Equivalence Ratio (lambda,λ) CD: Current | 0 -128                       | < 2 <128                  | ratio mA          | {\displaystyle {\frac {2}{65536}}(256A+B)}{\displaystyle {\frac {256C+D}{256}}-128}                                                                                          |
| 36        | 54        | 4              | Oxygen Sensor 3 AB: Air-Fuel Equivalence Ratio (lambda,λ) CD: Current | 0 -128                       | < 2 <128                  | ratio mA          | {\displaystyle {\frac {2}{65536}}(256A+B)}{\displaystyle {\frac {256C+D}{256}}-128}                                                                                          |
| 37        | 55        | 4              | Oxygen Sensor 4 AB: Air-Fuel Equivalence Ratio (lambda,λ) CD: Current | 0 -128                       | < 2 <128                  | ratio mA          | {\displaystyle {\frac {2}{65536}}(256A+B)}{\displaystyle {\frac {256C+D}{256}}-128}                                                                                          |
| 38        | 56        | 4              | Oxygen Sensor 5 AB: Air-Fuel Equivalence Ratio (lambda,λ) CD: Current | 0 -128                       | < 2 <128                  | ratio mA          | {\displaystyle {\frac {2}{65536}}(256A+B)}{\displaystyle {\frac {256C+D}{256}}-128}                                                                                          |
| 39        | 57        | 4              | Oxygen Sensor 6 AB: Air-Fuel Equivalence Ratio (lambda,λ) CD: Current | 0 -128                       | < 2 <128                  | ratio mA          | {\displaystyle {\frac {2}{65536}}(256A+B)}{\displaystyle {\frac {256C+D}{256}}-128}                                                                                          |
| 3A        | 58        | 4              | Oxygen Sensor 7 AB: Air-Fuel Equivalence Ratio (lambda,λ) CD: Current | 0 -128                       | < 2 <128                  | ratio mA          | {\displaystyle {\frac {2}{65536}}(256A+B)}{\displaystyle {\frac {256C+D}{256}}-128}                                                                                          |
| 3B        | 59        | 4              | Oxygen Sensor 8 AB: Air-Fuel Equivalence Ratio (lambda,λ) CD: Current | 0 -128                       | < 2 <128                  | ratio mA          | {\displaystyle {\frac {2}{65536}}(256A+B)}{\displaystyle {\frac {256C+D}{256}}-128}                                                                                          |
| 3C        | 60        | 2              | Catalyst Temperature: Bank 1, Sensor 1 | -40                          | 6,513.5                   | °C                | {\displaystyle {\frac {256A+B}{10}}-40} |
| 3D        | 61        | 2              | Catalyst Temperature: Bank 2, Sensor 1 | -40                          | 6,513.5                   | °C                | {\displaystyle {\frac {256A+B}{10}}-40} |
| 3E        | 62        | 2              | Catalyst Temperature: Bank 1, Sensor 2 | -40                          | 6,513.5                   | °C                | {\displaystyle {\frac {256A+B}{10}}-40} |
| 3F        | 63        | 2              | Catalyst Temperature: Bank 2, Sensor 2 | -40                          | 6,513.5                   | °C                | {\displaystyle {\frac {256A+B}{10}}-40} |
| 40        | 64        | 4              | PIDs supported [$41 - $60] |                              |                           |                   | Bit encoded [A7..D0] == [PID $41..PID $60] See below |
| 41        | 65        | 4              | Monitor status this drive cycle |                              |                           |                   | Bit encoded. See below |
| 42        | 66        | 2              | Control module voltage | 0                            | 65.535                    | V                 | {\displaystyle {\frac {256A+B}{1000}}} |
| 43        | 67        | 2              | Absolute load value | 0                            | 25,700                    | %                 | {\displaystyle {\tfrac {100}{255}}(256A+B)} |
| 44        | 68        | 2              | Commanded Air-Fuel Equivalence Ratio (lambda,λ) | 0                            | < 2                       | ratio             | {\displaystyle {\tfrac {2}{65536}}(256A+B)} |
| 45        | 69        | 1              | Relative throttle position | 0                            | 100                       | %                 | {\displaystyle {\tfrac {100}{255}}A} |
| 46        | 70        | 1              | Ambient air temperature | -40                          | 215                       | °C                | {\displaystyle A-40} |
| 47        | 71        | 1              | Absolute throttle position B | 0                            | 100                       | %                 | {\displaystyle {\frac {100}{255}}A} |
| 48        | 72        | 1              | Absolute throttle position C | 0                            | 100                       | %                 | {\displaystyle {\frac {100}{255}}A} |
| 49        | 73        | 1              | Accelerator pedal position D | 0                            | 100                       | %                 | {\displaystyle {\frac {100}{255}}A} |
| 4A        | 74        | 1              | Accelerator pedal position E | 0                            | 100                       | %                 | {\displaystyle {\frac {100}{255}}A} |
| 4B        | 75        | 1              | Accelerator pedal position F | 0                            | 100                       | %                 | {\displaystyle {\frac {100}{255}}A} |
| 4C        | 76        | 1              | Commanded throttle actuator | 0                            | 100                       | %                 | {\displaystyle {\frac {100}{255}}A} |
| 4D        | 77        | 2              | Time run with MIL on | 0                            | 65,535                    | min               | {\displaystyle 256A+B} |
| 4E        | 78        | 2              | Time since trouble codes cleared | 0                            | 65,535                    | min               | {\displaystyle 256A+B} |
| 4F        | 79        | 4              | Maximum value for Fuel–Air equivalence ratio, oxygen sensor voltage, oxygen sensor current, and intake manifold absolute pressure | 0, 0, 0, 0                   | 255, 255, 255, 2550       | ratio, V, mA, kPa | {\displaystyle A}, {\displaystyle B}, {\displaystyle C}, {\displaystyle D\times 10}                                                                                          |
| 50        | 80        | 4              | Maximum value for air flow rate from mass air flow sensor | 0                            | 2550                      | g/s               | {\displaystyle A\times 10}; {\displaystyle B}, {\displaystyle C}, and {\displaystyle D} are reserved for future use                                                          |
| 51        | 81        | 1              | Fuel Type |                              |                           |                   | From fuel type table see below |
| 52        | 82        | 1              | Ethanol fuel % | 0                            | 100                       | %                 | {\displaystyle {\tfrac {100}{255}}A} |
| 53        | 83        | 2              | Absolute Evap system Vapor Pressure | 0                            | 327.675                   | kPa               | {\displaystyle {\frac {256A+B}{200}}} |
| 54        | 84        | 2              | Evap system vapor pressure | -32,768                      | 32,767                    | Pa                | {\displaystyle 256A+B}(AB is two's complement signed) |
| 55        | 85        | 2              | Short term secondary oxygen sensor trim, A: bank 1, B: bank 3 | -100                         | 99.2                      | %                 | {\displaystyle {\frac {100}{128}}A-100}{\displaystyle {\frac {100}{128}}B-100}                                                                                               |
| 56        | 86        | 2              | Long term secondary oxygen sensor trim, A: bank 1, B: bank 3 | -100                         | 99.2                      | %                 | {\displaystyle {\frac {100}{128}}A-100}{\displaystyle {\frac {100}{128}}B-100}                                                                                               |
| 57        | 87        | 2              | Short term secondary oxygen sensor trim, A: bank 2, B: bank 4 | -100                         | 99.2                      | %                 | {\displaystyle {\frac {100}{128}}A-100}{\displaystyle {\frac {100}{128}}B-100}                                                                                               |
| 58        | 88        | 2              | Long term secondary oxygen sensor trim, A: bank 2, B: bank 4 | -100                         | 99.2                      | %                 | {\displaystyle {\frac {100}{128}}A-100}{\displaystyle {\frac {100}{128}}B-100}                                                                                               |
| 59        | 89        | 2              | Fuel rail absolute pressure | 0                            | 655,350                   | kPa               | {\displaystyle 10(256A+B)} |
| 5A        | 90        | 1              | Relative accelerator pedal position | 0                            | 100                       | %                 | {\displaystyle {\tfrac {100}{255}}A} |
| 5B        | 91        | 1              | Hybrid battery pack remaining life | 0                            | 100                       | %                 | {\displaystyle {\tfrac {100}{255}}A} |
| 5C        | 92        | 1              | Engine oil temperature | -40                          | 210                       | °C                | {\displaystyle A-40} |
| 5D        | 93        | 2              | Fuel injection timing | -210.00                      | 301.992                   | °                 | {\displaystyle {\frac {256A+B}{128}}-210} |
| 5E        | 94        | 2              | Engine fuel rate | 0                            | 3212.75                   | L/h               | {\displaystyle {\frac {256A+B}{20}}} |
| 5F        | 95        | 1              | Emission requirements to which vehicle is designed |                              |                           |                   | Bit Encoded |
| 60        | 96        | 4              | PIDs supported [$61 - $80] |                              |                           |                   | Bit encoded [A7..D0] == [PID $61..PID $80] See below |
| 61        | 97        | 1              | Driver's demand engine - percent torque | -125                         | 130                       | %                 | {\displaystyle A-125} |
| 62        | 98        | 1              | Actual engine - percent torque | -125                         | 130                       | %                 | {\displaystyle A-125} |
| 63        | 99        | 2              | Engine reference torque | 0                            | 65,535                    | N⋅m               | {\displaystyle 256A+B} |
| 64        | 100       | 5              | Engine percent torque data | -125                         | 130                       | %                 | {\displaystyle A-125} Idle {\displaystyle B-125} Engine point 1{\displaystyle C-125} Engine point 2 {\displaystyle D-125} Engine point 3{\displaystyle E-125} Engine point 4 |
| 65        | 101       | 2              | Auxiliary input / output supported |                              |                           |                   | Bit Encoded |
| 66        | 102       | 5              | Mass air flow sensor | 0                            | 2047.96875                | g/s               | [A0]== Sensor A Supported [A1]== Sensor B Supported Sensor A:{\displaystyle {\frac {256B+C}{32}}}Sensor B:{\displaystyle {\frac {256D+E}{32}}}                               |
| 67        | 103       | 3              | Engine coolant temperature | -40                          | 215                       | °C                | [A0]== Sensor 1 Supported [A1]== Sensor 2 Supported Sensor 1:{\displaystyle B-40}Sensor 2:{\displaystyle C-40}                                                               |
| 68        | 104       | 3              | Intake air temperature sensor | -40                          | 215                       | °C                | [A0]== Sensor 1 Supported [A1]== Sensor 2 Supported Sensor 1:{\displaystyle B-40}Sensor 2:{\displaystyle C-40}                                                               |
| 69        | 105       | 7              | Actual EGR, Commanded EGR, and EGR Error |                              |                           |                   | |
| 6A        | 106       | 5              | Commanded Diesel intake air flow control and relative intake air flow position |                              |                           |                   | |
| 6B        | 107       | 5              | Exhaust gas recirculation temperature |                              |                           |                   | |
| 6C        | 108       | 5              | Commanded throttle actuator control and relative throttle position |                              |                           |                   | |
| 6D        | 109       | 11             | Fuel pressure control system |                              |                           |                   | |
| 6E        | 110       | 9              | Injection pressure control system |                              |                           |                   | |
| 6F        | 111       | 3              | Turbocharger compressor inlet pressure |                              |                           |                   | |
| 70        | 112       | 10             | Boost pressure control |                              |                           |                   | |
| 71        | 113       | 6              | Variable Geometry turbo (VGT) control |                              |                           |                   | |
| 72        | 114       | 5              | Wastegate control |                              |                           |                   | |
| 73        | 115       | 5              | Exhaust pressure |                              |                           |                   | |
| 74        | 116       | 5              | Turbocharger RPM |                              |                           |                   | |
| 75        | 117       | 7              | Turbocharger temperature |                              |                           |                   | |
| 76        | 118       | 7              | Turbocharger temperature |                              |                           |                   | |
| 77        | 119       | 5              | Charge air cooler temperature (CACT) |                              |                           |                   | |
| 78        | 120       | 9              | Exhaust Gas temperature (EGT) Bank 1 |                              |                           |                   | Special PID. See below |
| 79        | 121       | 9              | Exhaust Gas temperature (EGT) Bank 2 |                              |                           |                   | Special PID. See below |
| 7A        | 122       | 7              | Diesel particulate filter (DPF) differential pressure |                              |                           |                   | |
| 7B        | 123       | 7              | Diesel particulate filter (DPF) |                              |                           |                   | |
| 7C        | 124       | 9              | Diesel Particulate filter (DPF) temperature |                              |                           | °C                | {\displaystyle {\frac {256A+B}{10}}-40} |
| 7D        | 125       | 1              | NOx NTE (Not-To-Exceed) control area status |                              |                           |                   | |
| 7E        | 126       | 1              | PM NTE (Not-To-Exceed) control area status |                              |                           |                   | |
| 7F        | 127       | 13             | Engine run time |                              |                           | s                 | |
| 80        | 128       | 4              | PIDs supported [$81 - $A0] |                              |                           |                   | Bit encoded [A7..D0] == [PID $81..PID $A0] See below |
| 81        | 129       | 41             | Engine run time for Auxiliary Emissions Control Device(AECD) |                              |                           |                   | |
| 82        | 130       | 41             | Engine run time for Auxiliary Emissions Control Device(AECD) |                              |                           |                   | |
| 83        | 131       | 9              | NOx sensor |                              |                           |                   | |
| 84        | 132       | 1              | Manifold surface temperature |                              |                           |                   | |
| 85        | 133       | 10             | NOx reagent system |                              |                           | %                 | {\displaystyle {\tfrac {100}{255}}E} |
| 86        | 134       | 5              | Particulate matter (PM) sensor |                              |                           |                   | |
| 87        | 135       | 5              | Intake manifold absolute pressure |                              |                           |                   | |
| 88        | 136       | 13             | SCR Induce System |                              |                           |                   | |
| 89        | 137       | 41             | Run Time for AECD #11-#15 |                              |                           |                   | |
| 8A        | 138       | 41             | Run Time for AECD #16-#20 |                              |                           |                   | |
| 8B        | 139       | 7              | Diesel Aftertreatment |                              |                           |                   | |
| 8C        | 140       | 17             | O2 Sensor (Wide Range) |                              |                           |                   | |
| 8D        | 141       | 1              | Throttle Position G | 0                            | 100                       | %                 | |
| 8E        | 142       | 1              | Engine Friction - Percent Torque | -125                         | 130                       | %                 | {\displaystyle A-125} |
| 8F        | 143       | 7              | PM Sensor Bank 1 & 2 |                              |                           |                   | |
| 90        | 144       | 3              | WWH-OBD Vehicle OBD System Information |                              |                           | h                 | |
| 91        | 145       | 5              | WWH-OBD Vehicle OBD System Information |                              |                           | h                 | |
| 92        | 146       | 2              | Fuel System Control |                              |                           |                   | |
| 93        | 147       | 3              | WWH-OBD Vehicle OBD Counters support |                              |                           | h                 | |
| 94        | 148       | 12             | NOx Warning And Inducement System |                              |                           |                   | |
| 98        | 152       | 9              | Exhaust Gas Temperature Sensor |                              |                           |                   | |
| 99        | 153       | 9              | Exhaust Gas Temperature Sensor |                              |                           |                   | |
| 9A        | 154       | 6              | Hybrid/EV Vehicle System Data, Battery, Voltage |                              |                           |                   | |
| 9B        | 155       | 4              | Diesel Exhaust Fluid Sensor Data |                              |                           | %                 | {\displaystyle {\tfrac {100}{255}}D} |
| 9C        | 156       | 17             | O2 Sensor Data |                              |                           |                   | |
| 9D        | 157       | 4              | Engine Fuel Rate |                              |                           | g/s               | |
| 9E        | 158       | 2              | Engine Exhaust Flow Rate |                              |                           | kg/h              | |
| 9F        | 159       | 9              | Fuel System Percentage Use |                              |                           |                   | |
| A0        | 160       | 4              | PIDs supported [$A1 - $C0] |                              |                           |                   | Bit encoded [A7..D0] == [PID $A1..PID $C0] See below |
| A1        | 161       | 9              | NOx Sensor Corrected Data |                              |                           | ppm               | |
| A2        | 162       | 2              | Cylinder Fuel Rate | 0                            | 2047.96875                | mg/stroke         | {\displaystyle {\frac {256A+B}{32}}} |
| A3        | 163       | 9              | Evap System Vapor Pressure |                              |                           | Pa                | |
| A4        | 164       | 4              | Transmission Actual Gear | 0                            | 65.535                    | ratio             | [A1]==Supported {\displaystyle {\frac {256C+D}{1000}}} |
| A5        | 165       | 4              | Commanded Diesel Exhaust Fluid Dosing | 0                            | 127.5                     | %                 | [A0]= 1:Supported; 0:Unsupported {\displaystyle {\frac {B}{2}}} |
| A6        | 166       | 4              | Odometer | 0                            | 429 496 729,5             | km                | {\displaystyle {\frac {A(2^{24})+B(2^{16})+C(2^{8})+D}{10}}} |
| A7        | 167       | 4              | NOx Sensor Concentration Sensors 3 and 4 |                              |                           |                   | |
| A8        | 168       | 4              | NOx Sensor Corrected Concentration Sensors 3 and 4 |                              |                           |                   | |
| A9        | 169       | 4              | ABS Disable Switch State |                              |                           |                   | [A0]= 1:Supported; 0:Unsupported [B0]= 1:Yes;0:No |
| C0        | 192       | 4              | PIDs supported [$C1 - $E0] |                              |                           |                   | Bit encoded [A7..D0] == [PID $C1..PID $E0] See below |
| C3        | 195       | 2              | Fuel Level Input A/B | 0                            | 25,700                    | %                 | Returns numerous data, including Drive Condition ID and Engine Speed* |
| C4        | 196       | 8              | Exhaust Particulate Control System Diagnostic Time/Count | 0                            | 4,294,967,295             | seconds / Count   | B5 is Engine Idle Request B6 is Engine Stop Request* First byte = Time in seconds Second byte = Count                                                                        |
| C5        | 197       | 4              | Fuel Pressure A and B | 0                            | 5,177                     | kPa               | |
| C6        | 198       | 7              | Byte 1 - Particulate control - driver inducement system status Byte 2,3 - Removal or block of the particulate aftertreatment system counter Byte 4,5 - Liquid regent injection system (e.g. fuel-borne catalyst) failure counter Byte 6,7 - Malfunction of Particulate control monitoring system counter | 0                            | 65,535                    | h                 | |
| C7        | 199       | 2              | Distance Since Reflash or Module Replacement | 0                            | 65,535                    | km                | |
| C8        | 200       | 1              | NOx Control Diagnostic (NCD) and Particulate Control Diagnostic (PCD) Warning Lamp status | -                            | -                         | Bit               | |
| PID (hex) | PID (Dec) | Dado returnado | Descrição | Min valor                    | Max valor                 | Unit              | Formula |